# Festival Internacional de Cine Católico Mirabile Dictu
El Festival Internacional de Cine Católico Mirabile Dictu, comúnmente llamado como Festival de Cine Católico, es un festival independiente de concebido y creado por la directora de cine Liana Marabini con el patrocinio principal del Pontificio Consejo de la Cultura de la Santa Sede. Es celebrado anualmente entre los meses de mayo, junio y julio, en la ciudad de Roma en Italia. Su primera edición fue realizada en 2010. El lema proviene de la locución latina Mirabile Dictu, "maravilloso de contar".
El festival se autodefine como un lugar privilegiado de encuentro para los actores, directores y productores de cine, que mantienen una preocupación sobre la historia y los valores de la Iglesia católica. Además asume como su principal fin el mostrar la Iglesia católica desde una nueva perspectiva que junte los aspectos tanto glamour como tradicional de los valores universales de la Iglesia y de modelos positivos de comportamiento.

## Premios
| Año  | Mejor Película                             | Mejor Documental                      | Mejor Cortometraje       | Mejor Actor                             | Mejor Director                                        | Logro de Toda una Vida   |
| ---- | ------------------------------------------ | ------------------------------------- | ------------------------ | --------------------------------------- | ----------------------------------------------------- | ------------------------ |
| 2010 | Désobéir                                   | Veilleurs dans la nuit                | The Butterfly Circus     |                                         | Paul Brady por Janey Mary                             |                          |
| 2011 | Duns Scoto                                 | La última cima                        | Kavi                     | Adriano Braidotti por Duns Scoto        | José Luis Gutiérrez por Marcelino pan y vino (Remake) | Remo Girone              |
| 2012 |                                            | Cercando le 7 chiavi di Antonio Gaudí | On the Road to Tel Aviv  | Andy García por Cristiada               | Inmaculada Hoces por Una Canción                      | Robert Hossein           |
| 2013 | Noëlle                                     | 7 ans de conviction                   | Pour l’amour de l’Amour  | Katia Miran por Je m’appelle Bernadette | David Wall por Noëlle                                 | Marie-Christine Barrault |
| 2014 | Un Dios prohibido                          | Voyage au coeur du Vatican            | Cercavo qualcos’altro    | Juliet Stevenson por The letters        | William Riead por The letters                         |                          |
| 2015 | Felices los que lloran                     | Right Footed                          | In my Brother’s Shoes    | Juan del Santo por Flow                 | Marcelo Torcida por Felices los que lloran            |                          |
| 2016 | Poveda                                     | A Life is Never Wasted                | The Confession           |                                         | Peter Schreiner por Lampedusa                         | Bibi Ballandi            |
| 2017 | Ignacio de Loyola: Soldado, Pecador, Santo | A Man of God                          | Come and see             |                                         | Pablo Moreno por Luz de Soledad                       | Maestro Claudio Scimone  |
| 2018 | Pane dal Cielo                             | The Black Madonna                     | Conversación             |                                         | Giovanni Bedeschi por Pane dal cielo                  |                          |
| 2019 | Otto Neururer, Hope Through Darkness       | J.R.R. Tolkien. An Unexpected Friend  | Faces                    |                                         | Derick Cabrido por Clarita                            |                          |
| 2020 | The Day of Wrath                           | I have a name                         | Medjugorje Land of Faith |                                         | Antonio Olivié por John Paul II is Still Alive        |                          |
| 2021 | Another Way to Build Europe                | One Earth                             | One                      |                                         | Milutin Daka Darić por Rich for the Sky               |                          |